# Walter Lauer
Walter Lauer (* 1896; † 28. März 1974) war ein deutscher Historiker und Archivleiter.
Lauer studierte Geschichte an der Universität Tübingen und wurde 1922 mit einer Arbeit über die Glasindustrie im Saarland promoviert. Er leitete das Landesarchiv Saarbrücken von 1948 bis zum Eintritt in den Ruhestand 1961. Er war Geschäftsführer und stellvertretender Vorsitzender des Historischen Vereins für die Saargegend.

## Schriften
- Die Glasindustrie im Saargebiet. Ein Beitrag zur Wirtschaftsgeschichte des Saargebiets. Braunschweig 1922 (zugleich phil. Diss., Tübingen, Univ.).
- Ehrhardt & Sehmer, Maschinenfabrik Aktiengesellschaft, Saarbrücken. Ehrhardt & Sehmer, Saarbrücken 1952.
- mit Fritz Kloevekorn, Oskar Friedrich Neufang: Geschichte des Brauwesens im Saarland unter besonderer Berücksichtigung des Braugewerbes im Raume der Stadt Saarbrücken (= Mitteilungen des Historischen Vereins für das Saarland e. V., H. 1). Saarbrücken 1953.